# Promachus ovatus
Promachus ovatus är en tvåvingeart som beskrevs av Martin 1967. Promachus ovatus ingår i släktet Promachus och familjen rovflugor. Inga underarter finns listade i Catalogue of Life.